# Ken'ichi Matsuyama
Ken'ichi Matsuyama (松山 ケンイチ?, Matsuyama Ken’ichi; Mutsu, 5 marzo 1985) è un attore giapponese.
È conosciuto in patria per la sua affinità a ricoprire ruoli di personaggi eccentrici. Questa particolarità gli ha consentito di ottenere di interpretare il ruolo di Shin nel film del 2005 Nana e quello di Elle nei film del 2006 Death Note - Il film e Death Note - Il film - L'ultimo nome ed in quello del 2008 L change the WorLd, grazie ai quali è diventato piuttosto famoso anche in Occidente. Inoltre ha dato la voce al personaggio di Gelas nell'anime tratto dallo stesso manga.

## Vita privata
Il 1º aprile 2011 ha sposato l'attrice e modella Koyuki Katō, conosciuta sul set di Kamui Gaiden. La coppia ha avuto tre figli: il primo nato il 5 gennaio 2012, il secondo nel gennaio 2013 nella Corea del Sud e il terzo nel luglio 2015.

## Filmografia

### Cinema
- 2003 - Akarui mirai
- 2003 - Guuzen Nimo Saiaku Na Shounen
- 2004 - The Locker 2
- 2004 - Kamachi
- 2004 - Cha No Aji
- 2005 - Linda Linda Linda nel ruolo di Makihara
- 2005 - Nana nel ruolo di Shin
- 2005 - Furyo Shonen No Yume
- 2005 - Custom Made 10.30
- 2005 - Otoko-tachi no Yamato nel ruolo di Kamio Katsumi
- 2006 - Oyayubi Sagashi
- 2006 - Death Note - Il film nel ruolo di Elle
- 2006 - Death Note - Il film: L'ultimo nome nel ruolo di Elle
- 2007 - Genghis Khan - Il grande conquistatore nel ruolo di Djuci, figlio adottivo di Gengis Khan
- 2007 - Shindo
- 2008 - L change the WorLd
- 2008 - Don't laugh at my romance
- 2008 - Detroit Metal City nel ruolo di Soichi Negishi / Johannes Krauser II
- 2009 - Kaiji: The Ultimate Gambler
- 2009 - Kamui Gaiden
- 2010 - Memoirs of a Teenage Amnesiac
- 2010 - Norwegian Wood
- 2011 - Gantz - L'inizio nel ruolo di Masaru Kato
- 2011 - Gantz Revolution - Conflitto finale nel ruolo di Masaru Kato
- 2011 - Usagi Drop - Il film
- 2012 - Bokutachi Kyuukou - Un Ressha de Ikou
- 2013 - Kiyosu kaigi (2013)
- 2016 - Death Note - Il film: Illumina il nuovo mondo

### Dorama
- 2002 - Gokusen
- 2003 - Kids War 5
- 2004 - Be-Bop High School
- 2005 - Ichi rittoru no namida
- 2006 - Tsubasa no oreta tenshitachi
- 2007 - Sexy Voice and Robo
- 2009 - Zeni Geba
- 2010 - 99nen no ai: Japanese Americans
- 2012 - Taira no kiyomori

### Doppiaggio
- 2006 - Death Note (anime) nel ruolo di Gelas (Jealous)
- 2006 - Death Note (live action) nel ruolo di Elle (L Lawliet)